# リボー
リボー（Ribot、1952年 - 1972年）は、1950年代中ごろに活躍したイタリアの競走馬・種牡馬。20世紀を代表する名馬の1頭で、20世紀のヨーロッパ記録となる16戦無敗、凱旋門賞連覇の成績を持つ。引退後は種牡馬としても成功した。
平地競馬があまり盛んでないイタリアで、20世紀イタリアのスポーツ選手第4位という高い評価を得ている。

## 生い立ち
リボーは1952年、母のロマネラが種牡馬テネラニと交配するために滞在していたイギリスのナショナルスタッドで生まれた。両馬はリボーの両親でもあり、ともにイタリアの馬産家フェデリコ・テシオの生産馬であった。テシオは1951年にテネラニをロマネラに交配した後イギリスに売却したが、翌1952年の春、もう一度ロマネラにテネラニを交配することを考え、ロマネラをイギリスに送ったという経緯があり、このため血統、関係者共にイタリア色が濃いにもかかわらず、生産国はイギリスとなっている（生産地はサフォーク州ニューマーケット）。テシオは種牡馬を自らの手元に置かない主義であったため、このようなケースは他のテシオの生産馬にも見られる。
イギリスでの短い滞在ののち、すぐにイタリアに渡ったリボーだったが、子馬のころは大変小柄で、牧場でのあだ名はイタリア語で「ちびっこ」の意を指すイル・ピッコロ (Il Piccolo) というものであった。テシオも「その資質と優れた馬格は凡馬のものではない」と素質を認める一方、小柄だったためクラシック登録をしなかったとされる。また、若い頃は人懐っこく物を隠すなど悪戯好きな側面も見せていたという。テシオはこの仔馬にリボーと名付けた。馬名はフランスの画家テオデュール＝オーギュスタン・リボーから取ったとされる。テシオはリボーについて「将来ひとかどの馬になるだろう」と予言していたが、リボーがデビューする2ヶ月前に死去した。
デビューに際してはテシオ厩舎のベテラン厩務員の1人マリオ・マルチェシが担当に決まった。彼が後年リボーを選んだ理由について、「チビではあったが賢そうな顔立ちと、きびきびとした動作が気に入った。なにより根性がありそうだった」と語った。やがてマルシェチとリボーの間には語り草になるほどの深い絆が生まれた。

## 現役時代

### 2歳時
前述のようにデビューの2か月前にテシオが死去したため、テシオの盟友であったインチーサ・デッラ・ロケッタ侯爵が馬主となった。1954年7月に競走馬としてデビュー。序盤からスピードを全開にする走法で2連勝を飾った。3戦目のグランクリテリウムでは騎手のカミッチがそれまでと同様のレースをしてはスタミナがもたないのではないかと懸念し、前半スピードを抑える競馬を試みたが、自身の思い通りに走れないリボーを苛立たせることになり、その影響から生涯最小の着差であるアタマ差での勝利を経験している。

### 3歳時
クラシック登録がないリボー陣営は目標を故テシオの悲願だったフランスの凱旋門賞に定め、ステップレースのベサナ賞では後のイタリアのセントレジャーステークス優勝馬デレイン (Derain) に10馬身差をつけて完勝しフランスに遠征した。凱旋門賞では2番手を追走。最終コーナーで先頭にたつとリボーはそのまま後続を引き離し、ゴールではボウプリンス (Beau Prince) に3馬身差をつけて余裕の勝利を決めた。しかもこの僅か2週間後にイタリアの大レースジョッキークラブ大賞で前年の勝ち馬ノルマンを相手に15馬身差で勝利している。

### 4歳時
4歳になってもリボーは圧勝を重ねた。初戦のグィリオヴェニノ賞を4馬身、2戦目のヴィチュオーネ賞を12馬身、3戦目のガルバニャーテ賞を8馬身、イタリア最大のレースミラノ大賞典を8馬身と圧勝するが、イギリスでリボーの評価が低かった為、リボー陣営はイギリス遠征を決断しキングジョージ6世&クイーンエリザベスステークスへ出走、これを当時のレース最高着馬身差の5馬身の快勝をするとイギリスでの評価を覆した。
この後、2度目の凱旋門賞を迎える。各国のクラシックホース7頭（他にワシントンDCインターナショナル勝ち馬マスターボーイング、翌年の凱旋門賞馬オロソ等もいた）、初めてアメリカからの遠征馬（ワシントンDCインターナショナル勝ち馬フィッシャーマン、ベルモントステークス2着馬キャリアボーイの2頭）を迎えた高レベルな凱旋門賞となったが、デビュー以来の15連勝を重ねたリボーは1.6倍の圧倒的1番人気に押されていた。レースは前年の再現で、3番手を追走し、直線で先頭に立つと一度もムチが打たれることなく独走態勢に入り圧勝。着差は公式で2着に6馬身とされた。なお、決勝線上の写真は明らかに6馬身より大きく、実際に付けた着差は8馬身半差ともされる。そのレースぶりは「発射台から打ち出されたミサイル」と形容された。

### 戦績
| 年月日        | レース名                   | 着順 | 騎手       | 距離       | タイム  | 着差   | 1着馬（2着馬）           |
| 1954年7月4日  | トラムスキオ賞             | 1着  | E.カミーチ | 芝1000m    | -       | 1馬身  | （ドナタヴェネツィアナ） |
| 9月26日       | クリテリウムナツィオナーレ | 1着  | E.カミーチ | 芝1200m    | -       | 2馬身  | （ゼノドト）             |
| 10月24日      | 伊グランクリテリウム       | 1着  | E.カミーチ | 芝1500m    | 1.38.4  | アタマ | （ガイル）               |
| 1955年3月6日  | ピサ賞                     | 1着  | E.カミーチ | 芝1500m    | -       | 6馬身  | （ドナタヴェネツィアナ） |
| 4月17日       | エマヌエーレフィリベルト賞 | 1着  | E.カミーチ | 芝2000m    | -       | 10馬身 | （ガイル）               |
| 7月16日       | ブレンボ賞                 | 1着  | E.カミーチ | 芝2200m    | -       | 1馬身  | （デレイン）             |
| 9月7日        | ベサナ賞                   | 1着  | E.カミーチ | 芝2400m    | -       | 10馬身 | （デレイン）             |
| 10月9日       | 凱旋門賞                   | 1着  | E.カミーチ | 芝2400m    | 2.35.68 | 3馬身  | （ボウプリンス）         |
| 10月23日      | 伊ジョッキークラブ大賞     | 1着  | E.カミーチ | 芝2400m    | 2.34.4  | 15馬身 | （ノルマン）             |
| 1956年5月12日 | グィリオヴェニノ賞         | 1着  | E.カミーチ | 芝2000m    | -       | 4馬身  | （フスカルド）           |
| 5月16日       | ヴィットゥオーネ賞         | 1着  | E.カミーチ | 芝2400m    | -       | 12馬身 | （マジストリス）         |
| 6月10日       | ガルバニャーテ賞           | 1着  | E.カミーチ | 芝2000m    | -       | 8馬身  | （グランドラピッズ）     |
| 6月17日       | ミラノ大賞典               | 1着  | E.カミーチ | 芝3000m    | 3.16.2  | 8馬身  | （ティソット）           |
| 7月21日       | KG6世&QES                  | 1着  | E.カミーチ | 芝12ハロン | 2.40.24 | 5馬身  | （ハイヴェルツ）         |
| 9月9日        | ピアツァレ賞               | 1着  | E.カミーチ | 芝1800m    | 1.51.6  | 8馬身  | （マガビット）           |
| 10月7日       | 凱旋門賞                   | 1着  | E.カミーチ | 芝2400m    | 2.34.76 | 6馬身  | （タルゴ）               |

## 引退後
種牡馬となったリボーは最初イギリスのダービー伯爵のもとで供用され、翌年から2年間イタリアのオルジアタ牧場で供用された。その後、アメリカのダービーダンファームへ5年間のリース契約ながら135万ドルという史上最高価格が提示されアメリカに渡った。アメリカに渡ってからのリボーは環境の変化と加齢のためか、若いころの人懐っこい性格は姿を潜め、非常に扱い辛い性格へとなっていった。そのため、5年後にイタリアに戻る予定が、渡航の危険性から保険の引き受け手が見つからなかった。ダービーダンファームは5年間のリース期間延長と引き替えに追加で135万ドルを支払った。
産駒は世界中に拡散したが、おもにヨーロッパで走った産駒が活躍した。種牡馬としての能力も高く、テシオもう一頭の代表馬ネアルコを幾つかの指標で上回っている。安定して産駒が活躍することが特徴で、勝ち馬率は6割近く、イギリスでのアーニングインデックス（最終）は10近くに達している。
後継種牡馬はさほど大きく広がらなかったが、一時はトムロルフが孫の代にアレッジド（Alleged。リボー以来の凱旋門賞連覇を達成）を出し、グロースターク、ヒズマジェスティ兄弟も種牡馬として活躍した。21世紀以降は衰退傾向が強く、ヒズマジェスティの子孫を中心に少数が北米に残るに過ぎない。
- 1963、1967 - 1968年のイギリスリーディングサイアー
- 総産駒数 - 418頭、出走産駒 - 332頭（80%）、勝ち馬 - 247頭（59%）、2歳戦勝ち馬 - 76頭（18%）、ステークス勝ち馬 - 66頭（16%）、チャンピオンクラス - 9頭

### 主な産駒
- ラグーザ (Ragusa) 　アイリッシュダービーステークス、キングジョージ&クイーンエリザベスステークス、セントレジャーステークス
- トムロルフ (Tom Rolfe) 　プリークネスステークス、アメリカンダービー
- アーツアンドレターズ (Arts and Letters) 　ベルモントステークス、トラヴァーズステークス、ジョッキークラブゴールドカップステークス、1969年度アメリカ年度代表馬
- モルヴェド (Molvedo) 　凱旋門賞、ドーヴィル大賞典、ジョッケクルブ賞
- プリンスロイヤル (Prince Royal) 　凱旋門賞、ミラノ大賞典
- グロースターク (Graustark) 　9戦8勝
- ヒズマジェスティ (His Majesty) 　1982年北アメリカリーディングサイアー
- リボッコ (Ribocco) 　セントレジャーステークス、アイリッシュダービーステークス
- リベロ (Ribero) 　セントレジャーステークス、アイリッシュダービーステークス

## 身体・精神面の特徴
本来の性格はやや頑固なところはあるものの人懐っこい馬であった。しかし、晩年は決まった事以外の事をしようとすると暴れる気難しい馬へと変遷していった。見知らぬ地のアメリカに渡った事で不安になった等と言われている。
子馬の頃は小型で、「イル・ピッコロ」（ちびっこ）と呼ばれていたが、引退時の計測では体高162.6cm、胸囲188cm、管囲20.3cmにまで成長し、賢そうな顔と、力強い後ろ脚が特徴的な競走馬になっていた。体高は平均より高く、体重は軽かったと言われている。

## エピソード・評価
- 担当厩務員のマリオ・マルチェシとの友情は知られている。また、引退式で騎手カミーチを振り落とし、また時には物を隠したりと悪戯好きな性格の持ち主だった。
- 引退後イギリスに渡る際には国会前で抗議運動が起こった。後イタリアに戻ったが、アメリカにリースされる際にはイタリア政府が絡み、種付け権5件をイタリア側が留保する形で契約が結ばれた。
- 20世紀イタリアのスポーツ選手（ガゼッタ・デッロ・スポルト）：第4位
- 20世紀イタリアの競走馬：第1位
- タイムフォームランク：142ポンド（20世紀第5位）
- 『A Century of Champions』（タイムフォーム）：143ポンド（20世紀第3位）

## 血統
父方母方ともに3代に渡ってテシオの生産馬、又は購入馬で占められるテシオの集大成のような血統構成となっている。テシオは自身の生産した種牡馬をあまり用いず、繁殖牝馬も牝系を育てる一方、毎年多くの馬を購入することでめまぐるしく変えていたため、このような血統構成を持つ馬はほかにあまり見当たらない。特に父系は4代にわたってテシオの生産となっていて、起点となる曾祖父カヴァリエーレ・ダルピーノは生前のフェデリコ・テシオが生涯最良と評価していた馬である。

### 血統表
| リボー (Ribot)の血統（セントサイモン系 / Sunstar5×5=6.25% (母内) ） | リボー (Ribot)の血統（セントサイモン系 / Sunstar5×5=6.25% (母内) ） | リボー (Ribot)の血統（セントサイモン系 / Sunstar5×5=6.25% (母内) ） | （血統表の出典）  | （血統表の出典）  |
| 父 Tenerani 1944 鹿毛                                               | 父の父Bellini 1937 鹿毛                                             | Cavaliere d'Arpino                                                  | Havresac          | Havresac          |
| 父 Tenerani 1944 鹿毛                                               | 父の父Bellini 1937 鹿毛                                             | Cavaliere d'Arpino                                                  | Chuette           |                   |
| 父 Tenerani 1944 鹿毛                                               | 父の父Bellini 1937 鹿毛                                             | Bella Minna                                                         | Bachelor's Double | Bachelor's Double |
| 父 Tenerani 1944 鹿毛                                               | 父の父Bellini 1937 鹿毛                                             | Bella Minna                                                         | Santa Minna       |                   |
| 父 Tenerani 1944 鹿毛                                               | 父の母Tofanella 1931 栗毛                                           | Apelle                                                              | Sardanapale       | Sardanapale       |
| 父 Tenerani 1944 鹿毛                                               | 父の母Tofanella 1931 栗毛                                           | Apelle                                                              | Angelina          |                   |
| 父 Tenerani 1944 鹿毛                                               | 父の母Tofanella 1931 栗毛                                           | Try Try Again                                                       | Cylgad            | Cylgad            |
| 父 Tenerani 1944 鹿毛                                               | 父の母Tofanella 1931 栗毛                                           | Try Try Again                                                       | Perseverance      |                   |
| 母 Romanella 1943 栗毛                                              | 母の父El Greco 1934 栗毛                                            | Pharos                                                              | Phalaris          | Phalaris          |
| 母 Romanella 1943 栗毛                                              | 母の父El Greco 1934 栗毛                                            | Pharos                                                              | Scapa Flow        |                   |
| 母 Romanella 1943 栗毛                                              | 母の父El Greco 1934 栗毛                                            | Gay Gamp                                                            | Gay Crusader      | Gay Crusader      |
| 母 Romanella 1943 栗毛                                              | 母の父El Greco 1934 栗毛                                            | Gay Gamp                                                            | Parasol           |                   |
| 母 Romanella 1943 栗毛                                              | 母の母Barbara Burrini 1937 黒鹿毛                                   | Papyrus                                                             | Tracery           | Tracery           |
| 母 Romanella 1943 栗毛                                              | 母の母Barbara Burrini 1937 黒鹿毛                                   | Papyrus                                                             | Miss Matty        |                   |
| 母 Romanella 1943 栗毛                                              | 母の母Barbara Burrini 1937 黒鹿毛                                   | Bucolic                                                             | Buchan            | Buchan            |
| 母 Romanella 1943 栗毛                                              | 母の母Barbara Burrini 1937 黒鹿毛                                   | Bucolic                                                             | Volcanic F-No.4-l |                   |